# Округ Мартин
Округ Мартин (слч. Okres Martin) округ је у Жилинском крају, у Словачкој Републици. Административно средиште округа је град Мартин.

## Географија
Налази се у југозападном дијелу Жилинског краја.
Граничи:
- на сјеверозападу је Округ Жилина,
- источно Округ Долни Кубин и Округ Ружомберок,
- јужно Округ Турчјанске Тјеплице, Тренчински и Банскобистрички крај.

Клима је умјерено континентална.

## Становништво
| Година:    | 1994.  | 2004.   | 2014.   | 2024.   |
| ---------- | ------ | ------- | ------- | ------- |
| Број људи: | 97 600 | 97 671  | 96 887  | 92 817  |
| Разлика:   |        | +0,07 % | -0,80 % | -4,20 % |

| Година:    | 2023.  | 2024.   |
| ---------- | ------ | ------- |
| Број људи: | 93 041 | 92 817  |
| Разлика:   |        | -0,24 % |

Према подацима о броју становника из 2011. године округ је имао 97.214 становника. Словаци чине 86,18% становништва.
| Етнички састав (2011)‍ | Етнички састав (2011)‍ | Етнички састав (2011)‍ | Етнички састав (2011)‍ | Етнички састав (2011)‍ |
| --------------------- | --------------------- | --------------------- | --------------------- | --------------------- |
|                       |                       |                       |                       |                       |
| Словаци               | Словаци               |                       | 0                     | 86,18%                |
| Чеси                  | Чеси                  |                       | 0                     | 0,81%                 |
| остали, непознато     | остали, непознато     |                       | 0                     | 13,01%                |

## Насеља
У округу се налази два града и 41 насељено мјесто. Градови су Врутки и Мартин.